# توماس فرنك
توماس فرنك (بالسويدية: Tomas Franck)‏ هو عازف ساكسفون سويدي، ولد في 14 أكتوبر 1958 في انجلهولم في السويد.

## وصلات خارجية
- توماس فرنك على موقع ميوزك برينز (الإنجليزية)
- توماس فرنك على موقع ميوزك برينز (الإنجليزية)
- توماس فرنك على موقع أول ميوزيك (الإنجليزية)
- توماس فرنك على موقع ديسكوغز (الإنجليزية)